# Conferencia Episcopal de Guatemala
La Conferencia Episcopal de Guatemala (CEG) es una institución permanente de la Iglesia católica, cuya asamblea está compuesta por los obispos que ejercen sus funciones pastorales en Guatemala.  La Conferencia Episcopal de Guatemala cuenta con diversas comisiones, cada una de estas con sus respectivas áreas individuales. estas son:
- Comisión de Evangelización
- Comisión para el Ministerio Ordenado
- Comisión de Laicos y Vida Consagrada
- Comisión de Justicia y Solidaridad

Entre las prioridades pastorales de la Conferencia se encuentra: "renovar el encuentro y seguimiento de Jesucristo a través de la evangelización, promover una evangelización activa y que se pueda disfrutar, promover un laicado que pueda responder en todos los ámbitos de la sociedad guatemalteca, promover la eucaristía, reforzar el compromiso de la Iglesia con los menos favorecidos y elaborar un plan de formación específico para agentes de pastoral y responsables de las comunidades, grupos y asociaciones."
Asimismo, la CEG es miembro del Consejo Episcopal Latinoamericano y del Secretariado Episcopal de América Central y Panamá. 

## Miembros

### Comisión ejecutiva (2023-2026)
De acuerdo a la asamblea anual realizada del 23 al 27 de enero de 2023, se eligió una nueva junta directiva por 3 años, quedando de la siguiente manera:
| Presidente                                    | Presidente                                                                             | Presidente | Presidente | nacimiento   | ordenación episcopal |
| --------------------------------------------- | -------------------------------------------------------------------------------------- | ---------- | ---------- | ------------ | -------------------- |
| Rodolfo Valenzuela Núñez                      | Obispo de Verapaz                                                                      |            |            | 1954 70 años | 19-04-1997           |
| Vicepresidente                                |                                                                                        |            |            |              |                      |
| Bernabé de Jesús Sagastume Lemus, O.F.M. Cap. | Obispo de San Marcos                                                                   |            |            | 1961 63 años | 06-10-2007           |
| Secretario general                            |                                                                                        |            |            |              |                      |
| Antonio Calderón Cruz                         | Obispo de San Francisco de Asís de Jutiapa                                             |            |            | 1959 65 años | 23-04-2016           |
| Tesorero                                      |                                                                                        |            |            |              |                      |
| Domingo Buezo Leiva                           | Obispo de Sololá-Chimaltenango                                                         |            |            | 1962 62 años | 04-05-2013           |
| Miembro por Oficio (Arzobispo Metropolitano)  |                                                                                        |            |            |              |                      |
| Gonzalo de Villa y Vásquez, S.J.              | Arzobispo de Santiago de Guatemala                                                     |            |            | 1954 70 años | 25-09-2004           |
| Vocal (Provincia Eclesiástica de Guatemala)   |                                                                                        |            |            |              |                      |
| Ángel Antonio Recinos Lemus                   | Obispo de Zacapa y Santo Cristo de Esquipulas                                          |            |            | 1963 61 años | 21-05-2016           |
| Vocal (Provincia Eclesiástica de Los Altos)   |                                                                                        |            |            |              |                      |
| Pablo Vizcaíno Prado                          | Obispo de Suchitepéquez-Retalhuleu                                                     |            |            | 1951 73 años | 08-03-1997           |
| Obispos titulares                             |                                                                                        |            |            |              |                      |
| Tulio Omar Pérez Rivera                       | Obispo titular de Filaca, obispo auxiliar de la Arquidiócesis de Santiago de Guatemala |            |            |              | 21-09-2022           |
| Raúl Antonio Martínez Paredes                 | Obispo titular de Mizigi, obispo auxiliar de la Arquidiócesis de Santiago de Guatemala |            |            | 1943 81 años | 20-03-1999           |
| Victor Hugo Palma Paúl                        | Obispo de Escuintla                                                                    |            |            | 1954 66 años | 01-09-2001           |
| José Cayetano Parra Novo, O.P.                | Obispo de Santa Rosa de Lima                                                           |            |            | 1950 74 años | 21-01-2017           |
| José Benedicto Moscoso Miranda                | Obispo de Jalapa                                                                       |            |            | 1959 65 años | 19-06-2020           |
| Miguel Ángel Martínez Méndez                  | Obispo vicario de Izabal                                                               |            |            | 1962 62 años | 04-05-2013           |
| Mario Fiandri, SDB                            | Obispo vicario de Petén                                                                |            |            | 1947 77 años | 21-03-2009           |
| Mario Alberto Molina Palma, OAR               | Arzobispo Metropolitano de Los Altos, Quetzaltenango-Totonicapán                       |            |            | 1948 76 años | 22-01-2005           |
| Juan Manuel Cuá Ajacum                        | Obispo de Quiché                                                                       |            |            | 1962 62 años | pendiente            |
| Álvaro Ramazzini Imeri                        | Obispo de Huehuetenango Cardenal presbítero de San Juan Evangelista en Spinaceto       |            |            | 1947 77 años | 06-01-1989           |
| Eméritos                                      |                                                                                        |            |            |              |                      |
| Julio Edgar Cabrera Ovalle                    | Obispo emérito de Jalapa                                                               |            |            | 1939 85 años | 06-01-1987           |
| Gabriel Peñate Rodríguez                      | Obispo vicario emérito de Izabal                                                       |            |            | 1957 67 años | 10-08-2004           |
| Mario Enrique Ríos, C.M.                      | Obispo auxiliar emérito de la Arquidiócesis de Guatemala                               |            |            | 1932 93 años | 27-09-1974           |
| Gustavo Rodolfo Mendoza Hernández             | Obispo auxiliar emérito de Arquidiócesis de Santiago de Guatemala                      |            |            | 1934 90 años | 25-09-2004           |
| Rosolino Bianchetti Boffelli                  | Obispo emérito de Quiché                                                               |            |            | 1945 80 años | 31-01-2009           |

### Presidentes
Esta es una lista de quienes ha sido presidentes de la conferencia episcopal:
| Foto | Obispo                                                                                         | Desde               | Hasta               | Escudo |
| ---- | ---------------------------------------------------------------------------------------------- | ------------------- | ------------------- | ------ |
|      | Mariano Rossell y Arellano, arzobispo de Santiago de Guatemala                                 | 1958                | 1953                |        |
|      | Mario Antonio Casariego y Acevedo, cardenal arzobispo de Santiago de Guatemala                 | 1965                | 1970                |        |
|      | Humberto Lara Mejía, obispo de Santa Cruz del Quiché                                           | 1970                | 1972                |        |
|      | Juan José Gerardi Conedera, obispo de Santa Cruz del Quiché                                    | 1972                | 1978                |        |
|      | Angélico Melotto Mazzardo, obispo de Sololá                                                    | 1978                | 1980                |        |
|      | Juan José Gerardi Conedera, obispo de Santa Cruz del Quiché                                    | 1980                | 1982                |        |
|      | Próspero Penados del Barrio, obispo de San Marcos, arzobispo de Santiago de Guatemala          | 1982                | 1986                |        |
|      | Víctor Hugo Martínez Contreras, obispo de Quetzaltenango, Los Altos                            | 1986                | 1988                |        |
|      | Rodolfo Quezada Toruño, obispo de Zacapa                                                       | 1988                | 1992                |        |
|      | Gerardo Humberto Flores Reyes, Obispo de Verapaz                                               | 1992                | 1994                |        |
|      | Jorge Mario Ávila del Águila, Obispo de Jalapa                                                 | enero de 1994       | enero de 1998       |        |
|      | Víctor Hugo Martínez Contreras, Arzobispo de Los Altos Quetzaltenango-Totonicapán              | 29 de enero de 1998 | 27 de enero de 2002 |        |
|      | Rodolfo Quezada Toruño, cardenal arzobispo de Santiago de Guatemala                            | 27 de enero de 2002 | 27 de enero de 2006 |        |
|      | Álvaro Leonel Ramazzini Imeri, Obispo de San Marcos                                            | 27 de enero de 2006 | 25 de enero de 2008 |        |
|      | Pablo Vizcaíno Prado, Obispo de Suchitepéquez-Retalhuleu                                       | 25 de enero de 2008 | 27 de enero de 2012 |        |
|      | Rodolfo Valenzuela Núñez, Obispo de Verapaz                                                    | 27 de enero de 2012 | 30 de enero de 2017 |        |
|      | Gonzalo de Villa y Vásquez, obispo de Sololá-Chimaltenango, Arzobispo de Santiago de Guatemala | 20 de enero de 2017 | 27 de enero de 2023 |        |